# Högsby
Högsby è una cittadina della Svezia meridionale, capoluogo del comune omonimo, nella contea di Kalmar; nel 2005 aveva una popolazione di 1 965 abitanti, su un'area di 2,66 km².